# Isländische Fußballmeisterschaft der Frauen 1989
Die Isländische Fußballmeisterschaft der Frauen 1989 (isländisch 1. deild kvenna) war die 18. Austragung der höchsten isländischen Spielklasse im Frauenfußball. Sie startete am 27. Mai 1989 und endete am 29. August 1989. Sieben Mannschaften trafen im Doppelrundenturnier aufeinander. Der Titelverteidiger Valur Reykjavík gewann zum vierten Mal die isländische Meisterschaft.

## Meisterschaft
Tabelle
| Pl. | Verein               | Sp. | S  | U | N | Tore    | Diff. | Punkte |
| --- | -------------------- | --- | -- | - | - | ------- | ----- | ------ |
| 1.  | Valur Reykjavík      | 12  | 10 | 2 | 0 | 041:600 | +35   | 32     |
| 2.  | ÍA Akranes           | 12  | 8  | 2 | 2 | 034:700 | +27   | 26     |
| 3.  | KR Reykjavík         | 12  | 7  | 3 | 2 | 028:800 | +20   | 24     |
| 4.  | Breiðablik Kópavogur | 12  | 5  | 2 | 5 | 017:210 | −4    | 17     |
| 5.  | KA Akureyri          | 12  | 1  | 4 | 7 | 012:320 | −20   | 07     |
| 6.  | Þór Akureyri         | 12  | 1  | 3 | 8 | 011:400 | −29   | 06     |
| 7.  | UMF Stjarnan         | 12  | 1  | 2 | 9 | 010:390 | −29   | 05     |

Kreuztabelle 
|                      |     | ÍA Akranes | KR Reykjavík | Breiðablik Kópavogur | KA Akureyri | Þór Akureyri | UMF Stjarnan |
| Valur Reykjavík      |     | 3:0        | 0:0          | 3:0                  | 4:0         | 8:2          | 7:0          |
| ÍA Akranes           | 0:0 |            | 0:0          | 1:0                  | 5:0         | 6:0          | 7:0          |
| KR Reykjavík         | 0:2 | 3:0        |              | 1:2                  | 4:1         | 0:0          | 5:1          |
| Breiðablik Kópavogur | 1:2 | 0:4        | 0:4          |                      | 3:1         | 1:1          | 4:1          |
| KA Akureyri          | 0:3 | 1:2        | 0:3          | 2:2                  |             | 2:1          | 2:2          |
| Þór Akureyri         | 2:5 | 0:6        | 1:4          | 1:3                  | 2:2         |              | 1:0          |
| UMF Stjarnan         | 1:4 | 0:3        | 1:4          | 0:1                  | 1:1         | 3:0          |              |

## Torschützenliste
| Platz | Spielerin                                        | Verein                            | Tore |
| ----- | ------------------------------------------------ | --------------------------------- | ---- |
| 1.    | Guðrún Sæmundsdóttir                             | Valur Reykjavík                   | 10   |
| 2.    | Helena Ólafsdóttir                               | KR Reykjavík                      | 9    |
| 3.    | Ásta Benediktsdóttir Guðrún Jóna Kristjánsdóttir | ÍA Akranes KR Reykjavík           | 8    |
| 5.    | Bryndís Valsdóttir                               | Valur Reykjavík                   | 6    |
| 6.    | Kristrún Lilja Daðadóttir Ellen Óskarsdóttir     | Breiðablik Kópavogur Þór Akureyri | 5    |